# Jonny Gollnick
Jonny Gollnick (* 26. Januar 1933 in Berlin) ist ein deutscher Politiker (SPD).
Gollnick besuchte ein Gymnasium und schloss mit dem Abitur 1951 ab. Er studierte zunächst an der Humboldt-Universität zu Berlin Staats- und Rechtswissenschaften, dann ab 1952 an der Freien Universität. 1961 legte er das Zweite Juristische Staatsexamen ab und trat in die Berliner Verwaltung ein. Ab 1969 war Gollnick Leiter des Rechtsamtes im Bezirksamt Neukölln.
Seit 1966 ist Gollnick Mitglied der SPD. Bei der Berliner Wahl 1971 wurde er in das Abgeordnetenhaus von Berlin gewählt. Bei der Wahl im März 1979 konnte er das Direktmandat für den Wahlkreis Neukölln 10 gewinnen, doch im Dezember 1979 schied er aus dem Parlament aus, um Arbeitsdirektor bei der GASAG zu werden. Dort arbeitete er bis zu seinem Ruhestand 1997. 